# Spialia sertorius
Spialia sertorius es una mariposa de la familia Hesperiidae. Se encuentra en Europa del sur, Europa central y África Del norte. Es una especie de regiones montañosas, se encuentran en Europa en altitudes de hasta 1400 m.

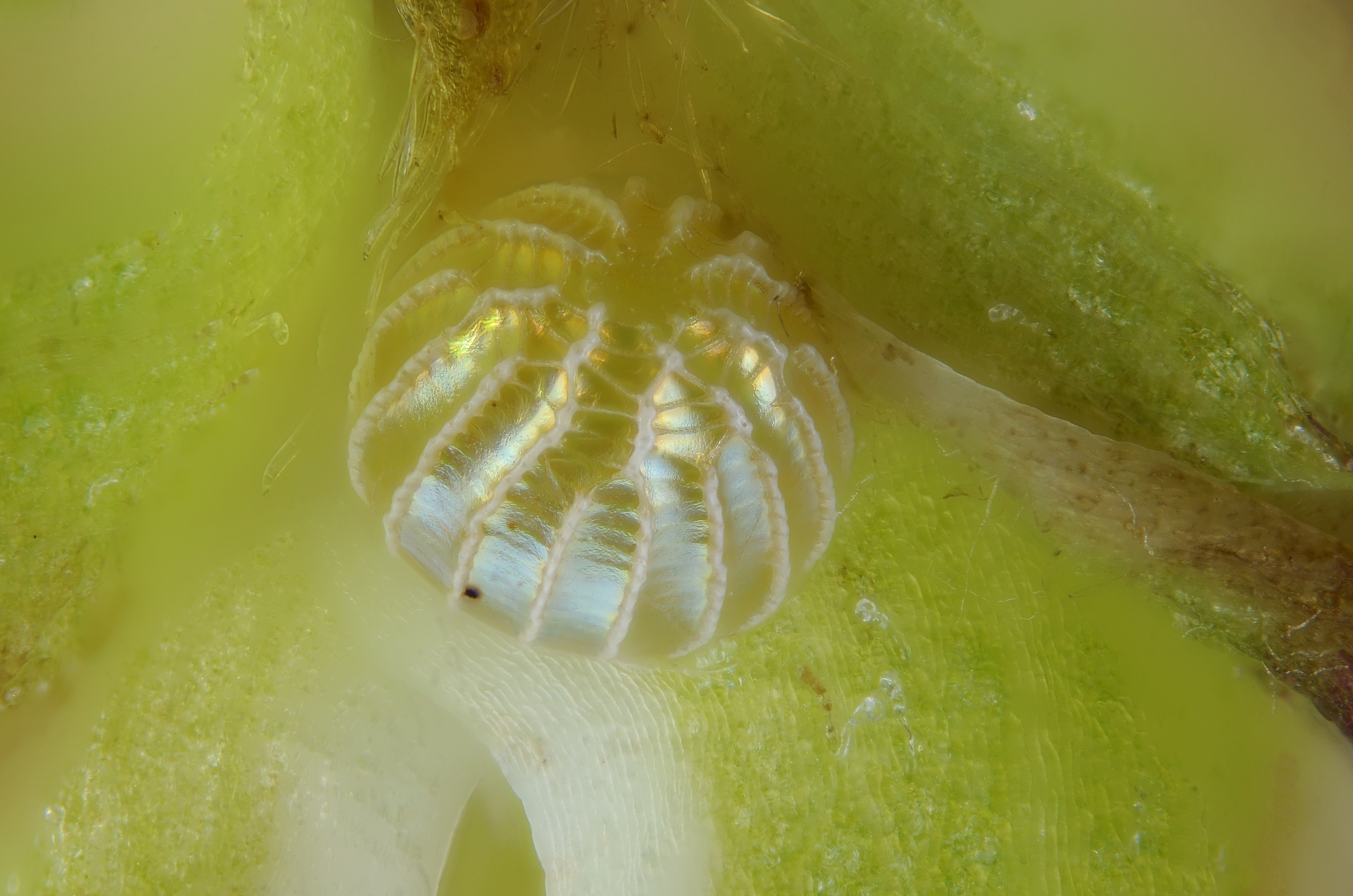
Huevo

Su envergadura de ala va desde 22 a 26 mm. vuelan de abril hasta agosto dependiendo de su ubicación. Normalmente tiene dos generaciones por año, los adultos de la segunda generación son más pequeños que los de la primera.
Es una especie variable pero normalmente puede distinguirse de especies similares como Spialia orbifer por el color marrón oscuro rojizo del reverso de sus alas. El lado superior de las alas es marrón oscuro con manchas blancas pequeñas.

Las larvas se alimentan de Sanguisorba, incluyendo Sanguisorba minor, Rubus idaeus y Potentilla, incluyendo Potentilla verna.

## Subespecies
- Spialia sertorius sertorius (Europa)
- Spialia sertorius ali (Oberthür, 1881) (Marruecos, Argelia, Túnez)

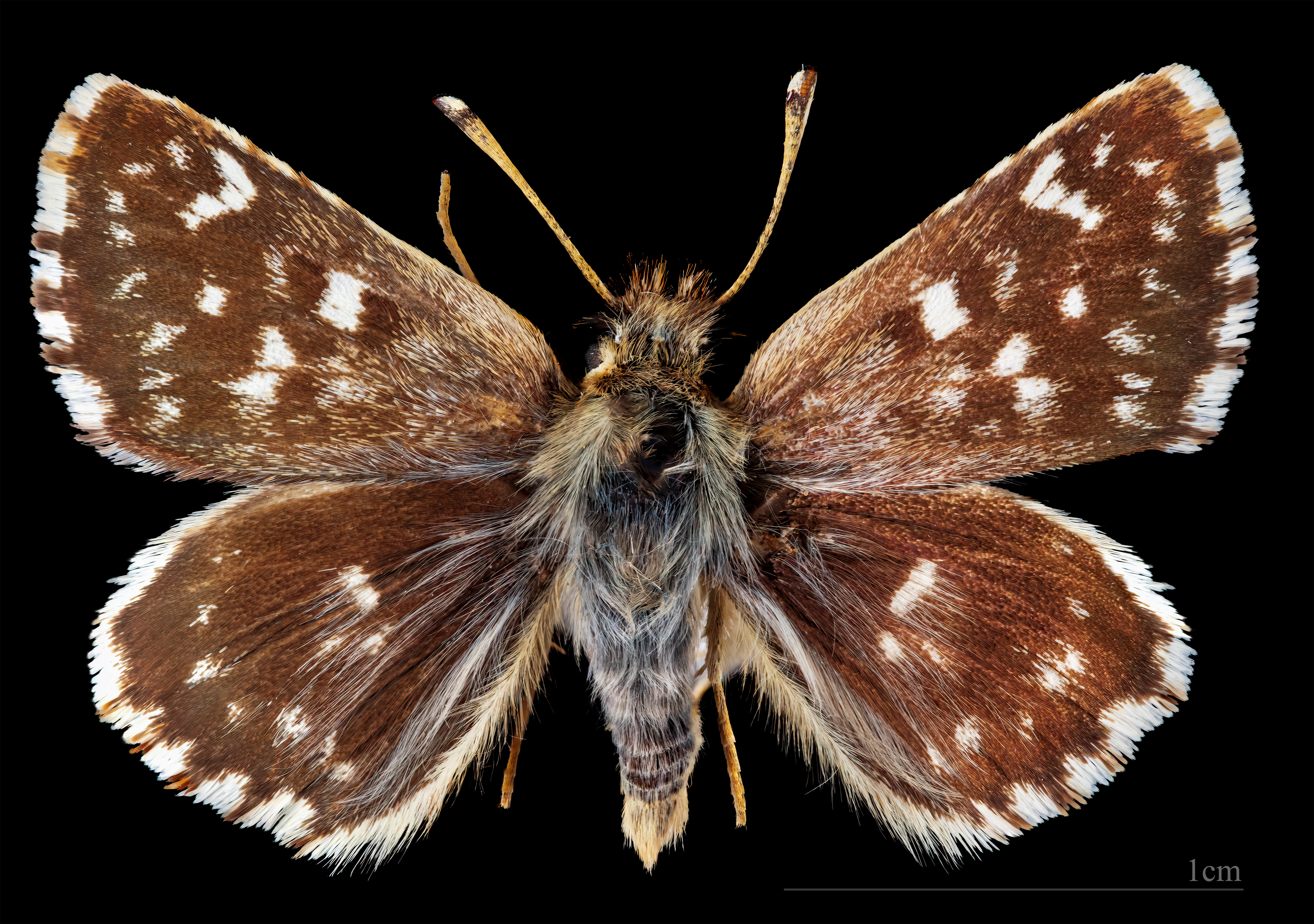
Spialia s. sertorius ♂
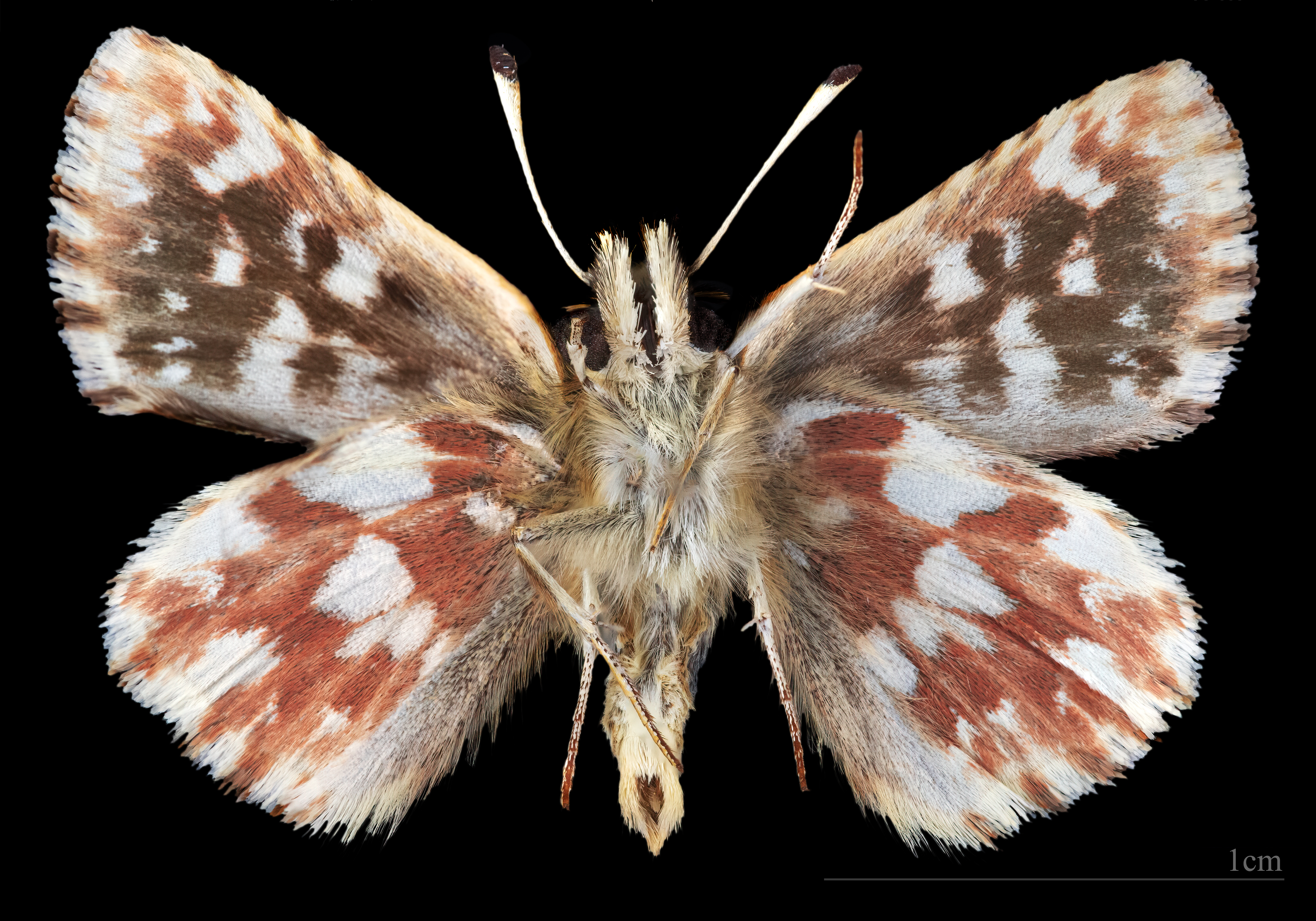
Spialia s. sertorius ♂ △